# ユース・ウィズ・ア・ミッション
ユース・ウィズ・ア・ミッション（英: Youth With A Mission）は、国際的なキリスト教徒の宣教団体。略称はYWAM（ワイワム）。1960年にローレン・カニンガムにより開設された。現在180以上の国で活動しており、およそ18,000人のスタッフが存在する。日本での宗教法人格としての名称は世界青年宣教会。
初期の働きは、若者を短期の福音宣教のため、海外に派遣することであった。働きはアフリカ、アジア、オセアニア、ヨーロッパへと広がった。おおよそ50年が経ち、YWAMは教育的な訓練、教会を建てあげること、救済事業に働きを拡大した。今日では若者に限らず、あらゆる年齢層が参加する。代表的な訓練にDTS（弟子訓練学校）があり、日本を含む世界中で開校されている。
マルコによる福音書16章15節にある「全世界に出て行き、すべての造られた者に、福音を宣べ伝えなさい」をテーマに活動している。